# Störst av allt (roman)
Störst av allt är en kriminalroman i form av en rättegångsthriller av Malin Persson Giolito som utkom 2016.
Romanen handlar om den unga överklasseliten vid fiktiva Djursholms allmänna gymnasium. Den talar utifrån eleven Majas perspektiv med inåtgående tankar om hennes komplicerade relationer till fem andra elever samt en lärare. En skolskjutning äger rum varpå Maja, nio månader senare, ställs inför rätta. Romanen skildrar bland annat klass, socialt stigma och rasism men har också stort inslag av romantik.
Romanen fick Svenska Deckarakademins utmärkelse "Bästa svenska kriminalroman 2016". Den vann även Glasnyckeln.

## Filmatisering
Romanen bearbetades till den första svenskproducerade originalserien på Netflix. Störst av allt producerades under år 2018 och hade premiär den 5 april 2019.